# ウベダ

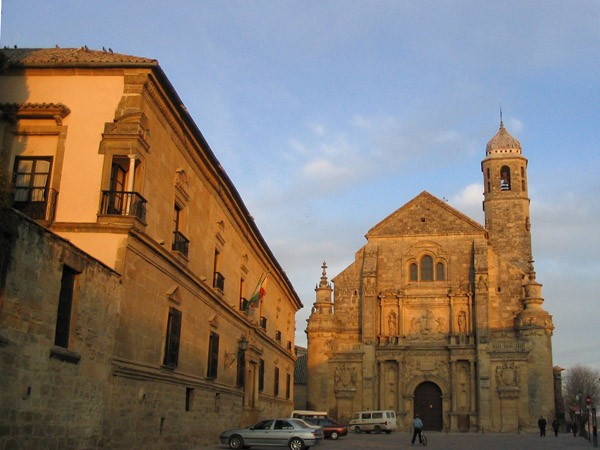
バスケス・デ・モリーナ広場のエル・サルバドル聖堂と司教長オルテガの館（現在はパラドール）

ウベダ（Úbeda）は、スペイン・アンダルシア州ハエン県のムニシピオ（基礎自治体）。2014年の人口は35,177人であり、この地域の行政、経済の中心地である。2003年、西隣の町バエサの建造物とともに、ルネサンス様式の建造物群が「ウベダとバエサのルネサンス様式の記念碑的建造物群」として世界遺産に登録された。
イスラム教徒による支配の後に、1212年、ラス・ナバス・デ・トロサの戦いでカスティーリャ王アルフォンソ8世がこの町を奪ったが、まもなく奪い返された。1233年、フェルナンド3世がこの町とハエンの大部分を占領し、ウベダはイスラム勢力との境界となった。
グラナダ王国へのレコンキスタが終了した後、スペイン王カルロス1世（神聖ローマ皇帝カール5世）の宰相フランシスコ・デ・ロス・コボスがこの町を支配した。コボスが町作りに力を注いだ結果、バスケス・デ・モリーナ広場を中心に美しい建築物が残されている。

## 人口
| ウベダの人口推移 1900－2010                           |
|                                                       |
| 出典:INE（スペイン国立統計局）1900年–1991年、1996年 - |